# 입교 (기독교)
입교(入敎, convert)란 새로 태어난 갓난아이들이 유아세례를 받은 후 성장하여 성인이 된 후에 성찬에 참여하기 정식으로 교회앞에 자신의 신앙을 고백하는 의식을 말한다.

## 역사
다른 종교에서 개종하여 새 종교로 귀의하는 것을 말한다. 초대교회 당시 유대교로 개종하는 이들이 있었고(행 6:5), 그 개종자들 중에 회심하여 그리스도를 믿게 된 이들이 많았다(행 13:43). 한편, 오늘날 기독교회에서 말하는 입교는 예수 그리스도를 주로 고백하는 이가 개교회의 구성원 곧 공식적으로 교인이 되는 것을 말한다. 입교한 자는 공예배의 출석과 헌금, 교회 치리에 복종해야 하며, 성찬에 참여할 수 있고, 공동의회의 회원으로서 의결권을 가진다.

## 같이 보기
- 유아세례
- 학습 (기독교)
- 성찬
- 세례